# Enrique Baldivieso (província)
Enrique Baldivieso é uma província da Bolívia localizada no departamento de Potosí, sua capital é a cidade de San Agustin.